# Spongia tetheaformis
Spongia tetheaformis är en svampdjursart som beskrevs av Hyatt 1877. Spongia tetheaformis ingår i släktet Spongia och familjen Spongiidae. Inga underarter finns listade i Catalogue of Life.